# Clutton-Syndrom
Das Clutton-Syndrom, auch Clutton-Hydrarthrose oder Syphilitische Arthritis genannt, ist eine im Kindesalter als Folge einer konnatalen Syphilis (Lues connata, angeborene Syphilis) auftretende symmetrische Hydrarthrose (Gelenkerguss) der großen Gelenke.

## Beschreibung
Das Clutton-Syndrom ist durch Ergüsse und Gelenkschwellungen, sowie Verdickungen der Synovialmembran (Stratum synoviale) in den großen Gelenken, vor allem den Kniegelenken, gekennzeichnet. Das Clutton-Syndrom tritt stets beidseitig (symmetrisch) auf. Man spricht in diesem Zusammenhang auch von einem Clutton-Gelenk (engl. Clutton's joint). Es handelt sich um eine relativ späte Manifestation der konnatalen Syphilis, die sich üblicherweise im Alter zwischen 8 und 15 Jahren entwickelt.

## Therapie
Das Clutton-Syndrom ist eine Manifestation der tertiären Syphilis. Die Therapie setzt primär bei der Bekämpfung der Syphilis an. Die Clutton-Gelenke sprechen allerdings in dieser späten Phase der Syphilis nicht auf antibiotische Maßnahmen an.

## Erstbeschreibung

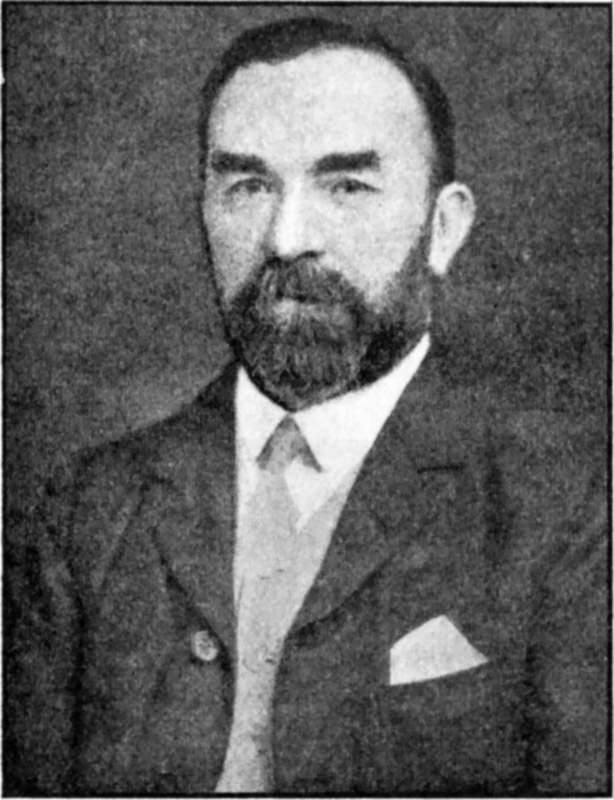
Henry Hugh Clutton, Erstbeschreiber und Namensgeber

Das Clutton-Syndrom ist nach dem britischen Chirurgen Henry Hugh Clutton (1850–1909) benannt. Er erkannte als Erster 1886 den Zusammenhang zwischen konnataler Syphilis und Synovitis.